# Stefania Podgórska
Stefania Podgórska (Burzmińska) (ur. 2 czerwca 1921 w Lipie, zm. 29 września 2018 w Los Angeles) – Polka odznaczona medalem Sprawiedliwy wśród Narodów Świata.

## Życiorys
Pochodziła z wielodzietnej rodziny rolniczej. W 1938 roku wskutek ciężkiej choroby zmarł jej ojciec. W 1939 roku w wieku 14 lat rozpoczęła pracę w Przemyślu w sklepie należącym do żydowskiej rodziny Diamant. Podczas okupacji niemieckiej, w 1942 roku, wraz z 6-letnią młodszą siostrą Heleną ukrywały przez okres 15 miesięcy trzynastu Żydów w schowku na strychu domu przy ul. Tatarskiej 3. Wszyscy dotrwali do wyzwolenia.
Po wojnie zamieszkała we Wrocławiu z mężem Maksem Diamantem (zmienił imię i nazwisko na Józef Burzmiński), jednym z uratowanych przez siebie Żydów. W 1961 roku wyemigrowali do Stanów Zjednoczonych.
W 1979 roku siostry zostały odznaczone medalem „Sprawiedliwy wśród Narodów Świata”.
W 1991 roku została jej przyznana nagroda Courage to Care im. Jana Karskiego przez jedną z najważniejszych organizacji żydowskich Anti-Defamation League.
W 1996 roku zrealizowano film fabularny o Stefanii Podgórskiej pt. W kryjówce milczenia (ang. Hidden in silence).